# I mulini della morte
I mulini della morte, Death Mills o Die Todesmühlen, è un cortometraggio americano diretto da Billy Wilder, prodotto dal Dipartimento della guerra degli Stati Uniti d'America e pubblicato nel 1945. Il film è un documentario sulla scoperta dei campi di concentramento nazisti ad opera degli Alleati nel 1945. Destinato al pubblico tedesco per educarli e informarli sulle atrocità commesse dal regime nazista. Per la versione in lingua tedesca, Die Todesmühlen  il regista e sceneggiatore fu Hanus Burger, mentre Wilder supervisionò il montaggio.
Il film è una versione molto abbreviata di German Concentration Camps Survey, un documentario del governo britannico del 1945 che fu completato quasi sette decenni dopo la fine della guerra.

## Contenuto
Il film principalmente è costituito da materiale documentario proveniente dai vari campi di concentramento tedeschi all’indomani della liberazione, tra cui Dachau, Auschwitz, Majdanek, Bergen-Belsen e Buchenwald.

La pellicola mostra i sopravvissuti e narra le condizioni di vita nei campi. In altri spezzoni  invece ci sono le prove degli omicidi di massa dove vengono fatte vedere fosse di sepoltura comune e cumuli di cadaveri. Una scena descrive prima i forni crematori, le camere a gas infine alcuni bidoni di Zyklon B.

Oltre le scene descrittive, nel documentario si riconoscono anche autorità dell’esercito alleato e persone importanti in visita ai campi di concentramento,  come i generali  Dwight Eisenhower e Omar Bradley, o l'allora arcivescovo di Canterbury Geoffrey Francis Fisher. 
Una parte rilevante viene data anche alle lunghe colonne di civili tedeschi in marcia, costretti a osservare e sfilare avanti ai cadaveri  delle vittime.
Tra gli ultimi brani inseriti anche un passaggio del film di propaganda nazista Il trionfo della volontà del 1935, diretto della regista tedesca Leni Riefenstahl, dove si osserva la folla esultare e fare il saluto nazista.

### Prima e ultima scena
Il film inizia con una nota scritta per passare in dissolvenza alla prima scena, ripresa poi nel finale, che ritrae una lunga fila di civili tedeschi della cittadina Gardelegen che si recano in un vicino fienile portando in spalla croci e pale per seppellire i morti, dove la sera del 13 aprile 1945 furono rinchiusi e uccisi 1016 prigionieri provenienti dal Campo di concentramento di Neuengamme durante una marcia della morte .
(Dipartimento della guerra degli Stati Uniti d'America, Death Mills)